# 전기뱀장어 (밴드)

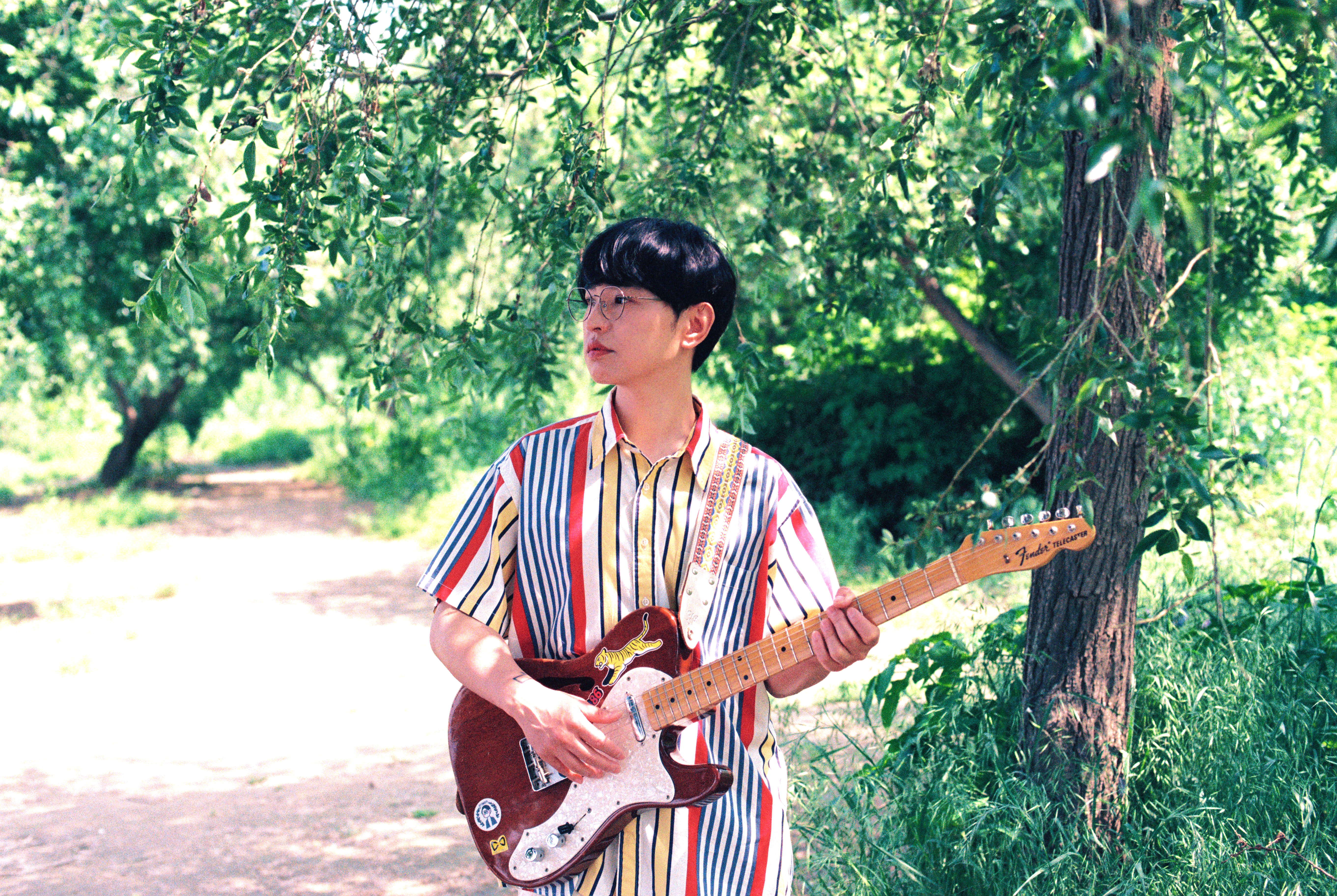
Electriceels, Hwang Inkyoung

전기뱀장어는 대한민국의 록 밴드이다. 2009년 결성되어 2011년에 데뷔음반 충전을 발표했다.

## 구성원

### 현재
- 황인경 (보컬, 기타, 작사, 작곡, 편곡, 프로듀싱)

### 변경내력
- 보컬 황인경
- 기타 김예슬 - 김차곡(객원)
- 베이스 임지혁 - 김나연 - 이혜지 - 전솔기(객원)
- 드럼 류민열 - 강현정 - 박성준 - 이순기 - 김민혁 - 김진철(객원)

## 내력
- 2009년 겨울, 전기뱀장어 결성.
- 2011년 5월, EP음반 충전 발매
- 2011년 5월 27일, EP음반 충전 발매기념 단독공연
- 2012년 3월, EP음반 최신유행 발매
- 2013년 4월 13일, EP음반 최신유행 발매기념 단독공연
- 2012년 10월 12일, 정규음반 최고의 연애 발매
- 2012년 11월 21일, 전기뱀장어 단독공연 전뱀노래자랑
- 2012년 12월 21일, 전기뱀장어 단독공연 최고의 하루
- 2013년 6월 23일, 전기뱀장어 단독공연 격돌! 리더쟁탈전
- 2014년 5월 30일, EP음반 너의 의미 발매
- 2014년 7월 19일, EP음반 너의 의미 발매기념 단독공연

## 음반 목록

### 정규 음반
1. 《최고의 연애》 (2012년)
2. 《Fluke》 (2016년)
3. 《동심원》 (2023년)

### EP 음반
1. 《충전》 (2011년)
2. 《최신유행》 (2012년)
3. 《너의 의미》(2014년)
4. 《보리》(2017년)
5. 《물의 빛》(2019년)
6. 《파트타임 히어로즈》(2020년)

## 수상
2011년
쌈지사운드페스티벌 13탄 달빛고수
2012년
KT&G 상상마당 밴드인큐베이팅 5기 우승
EBS 스페이스공감 7월의 헬로루키
한국콘텐츠진흥원 8월의 K-루키즈